# Quinto Cúrcio Rufo

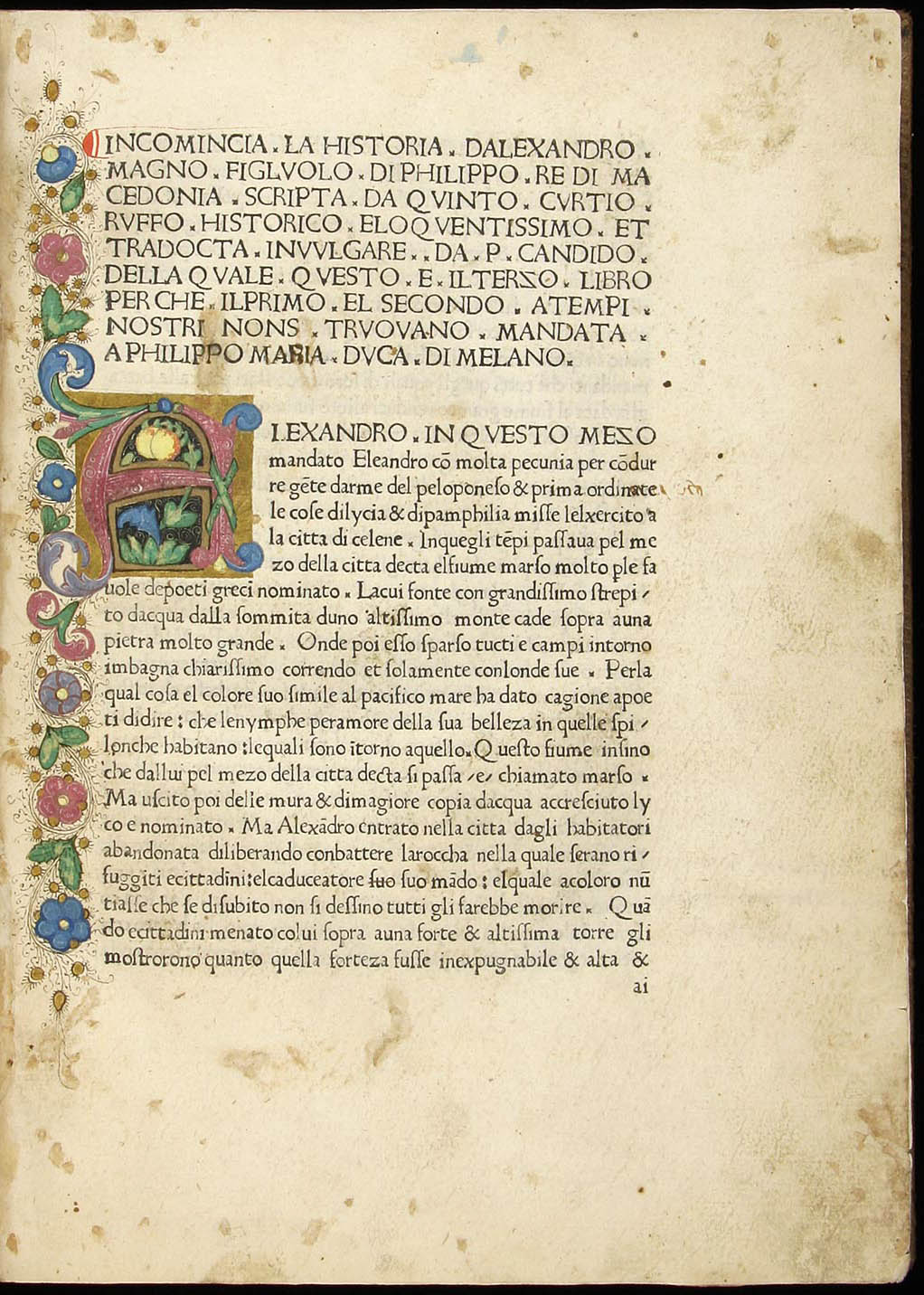
Curcio Rufo.
A História de Alexandre.

Quinto Cúrcio Rufo (em latim, Quintus Curtius Rufus) foi um senador e historiador romano, que viveu, segundo alguns estudiosos, na época do imperador Cláudio, na primeira metade do século I, ou entre os reinados de Nero e Vespasiano. É possível que ele seja o mesmo Quinto Cúrcio Rufo que foi cônsul sufecto em 43 e procônsul da África.

## Obra
Sua única obra preservada é a Historiae Alexandri Magni Macedonis, uma biografia de Alexandre, o Grande em dez livros. Os dois primeiros estão perdidos, e os oito restantes estão incompletos. 
A narrativa começa na primavera de 333 a. C., transcorrido já um ano da campanha militar. Alexandre se encontra na Ásia Menor, onde toma a cidade de Celenas e entra em Górdio, lugar do famoso nó górdio.
Nos primeiros livros conservados dessa obra narram-se os fatos relativos às campanhas de Alexandre, o Grande contra o rei persa Dario III, enquanto que os outros contêm a viagem do rei macedônio e de suas tropas até os confins da Índia, a revolta do seu exército exigindo a volta para casa, a morte de Alexandre na Babilônia e as disputas entre seus generais pela partilha dos territórios anexados do império, logo após a morte de Alexandre.
Os 10 livros se dividem em duas pêntades: o livro 5 termina com a morte de Dario e o livro 10 narra a morte de Alexandre. Em termos retóricos, os momentos de maior tensão culminam no final de cada um dos livros. Seu texto é bastante fluente, e embora um rápido estudo revele erros em sua caracterização da geografia, cronologia e técnicas militares, sua verdadeira ênfase está na caracterização dos personagens e na condenação da tirania.
Segund, W. W. Tarn, Homero parece ser o modelo para alguns episódios: Alexandre é comparado com Aquiles e Roxana com Briseida, por exemplo. Esta obra também é representativa do modelo da historiografia helenística que tende à biografia, apresentando um notável gosto pela retórica (através da intensificação do 'pathos' em alguns trechos) e um tom marcadamente moralizante (Alexandre é mostrado como um heroi destruído por sua própria boa fortuna).
A obra de Cúrcio Rufo começou a ficar famosa na Idade Média, entre os séculos X e XI, com a circulação de seus manuscritos. No final do século XII, foi influente na composição do poema Alexandreis de Gualtério de Châtillon e voltou a ser objeto de estudo durante o Renascimento. Seu uso como livro escolar foi notável até o século XVIII. 